# Alternativa Popolare
Alternatywa Ludowa (wł. Alternativa Popolare, AP) – włoska chadecka partia polityczna, powołana w 2017.

## Historia
Alternativa Popolare powstała na bazie Nowej Centroprawicy. NCD została założona w 2013 z inicjatywy części działaczy Ludu Wolności, którzy sprzeciwiali się koncepcji Silvia Berlusconiego przekształcenia PdL w Forza Italia, a jednocześnie deklarowali się jako zwolennicy koalicyjnego rządu Enrica Letty. Przywódcą tej grupy stał się wicepremier Angelino Alfano. Do nowej formacji przystąpili wszyscy ministrowie z Ludu Wolności, a także około 60 parlamentarzystów obu izb włoskiego parlamentu.
NCD pozostała w składzie kolejnych koalicji rządowych wokół centrolewicowej Partii Demokratycznej, nie odnotowywała jednak sukcesów wyborczych. 18 marca 2017 Nowa Centroprawica została rozwiązana. Tego samego dnia jej działacze powołali nową formację pod nazwą Alternativa Popolare. Angelino Alfano objął funkcję przewodniczącego, wśród liderów znaleźli się m.in. Enrico Costa, Roberto Formigoni, Beatrice Lorenzin i Maurizio Lupi. AP zastąpiła NCD w Europejskiej Partii Ludowej.
Zmianę formuły ugrupowania motywowano chęcią stworzenia alternatywy dla wyborców centroprawicowych i chadeckich. Liderzy partii krytykowali sojusz odwołującej się do tożsamego elektoratu partii Forza Italia z uznawaną za populistyczną Ligą Północną. 
W grudniu 2017 Angelino Alfano zapowiedział, że nie wystartuje w wyborach parlamentarnych w 2018. Pojawiły się plany rozwiązania partii na tle rozbieżności co do doboru koalicjantów. Ostatecznie ustalono, że grupa opowiadająca się za współpracą z Partią Demokratyczną (z liderką Beatrice Lorenzin) pozostanie pod szyldem AP, a frakcja wspierająca udział w sojuszu centroprawicy (m.in. Maurizio Lupi) powróci do szyldu NCD.
AP współtworzyła listę Civica Popolare, która uzyskała poparcie na poziomie 0,5% głosów w wyborach w 2018. Dwóch przedstawicieli partii (w tym jej liderka) uzyskało mandaty w niższej izbie parlamentu XVIII kadencji. W kolejnych miesiącach działalność ugrupowania zanikła.